# 足立和平
足立 和平（あだち わへい、1993年9月13日 - ）は、日本の漫画家。兵庫県出身。大阪総合デザイン専門学校出身。2021年から『ヤングアニマル』（白泉社）や『ヤングアニマルWeb』（同）にて、『飯を喰らひて華と告ぐ』を連載。

## 来歴

### 生い立ちから受賞
1993年、兵庫県にて誕生。2015年、大阪総合デザイン専門学校を卒業。同年、在学中に執筆した「天国からの手紙」が『週刊少年マガジン』（講談社）にて奨励賞を受賞。2016年、「戦場のスラッガー」が『週刊少年マガジン』の6月期MGP奨励賞を受賞する。2017年、「蝶々のように羽ばたいて」が『週刊ヤングジャンプ』（集英社）の新人漫画賞を受賞。同作が『ミラクルジャンプ』（同）同年3月号に掲載される。2019年にも「ラスト・スイング」が同賞を受賞。
「名物料理がジャンボ餃子な」中華料理屋の一圓三鷹北口店でアルバイトを経験する。「料理をほとんどしない人間」であるという足立によると、その経験は後に『飯を喰らひて華と告ぐ』の作品に活かされている。

### 浅野いにおのアシスタントを経験
浅野いにおの現場のメインスタッフが辞めたことにより、浅野の知り合いの紹介で数人のアシスタントが採用される。そのうちのひとりとして、2019年から2021年まで、浅野の元でアシスタントを経験する。足立が当時交際していた彼女が浅野のファンであったが、足立は浅野についてそれほど詳しいわけではなかった。『浦沢直樹の漫勉』で浅野を知った足立は、浅野の「ゴリゴリにリアルな絵に憧れ」て、「写真を使って真似して描い」たものの、自力では思うようにいかなかった。浅野の絵に対し「背景や絵柄を含めて自分が目指している画面」だと考えていた足立は、「それについて知りたいという思いはずっとあった」ため、浅野のアシスタントに行くことにした。足立によると、浅野のもとで「いかに絵を魅せるか」を学んだという。
2021年、「処暑」が「第78回ちばてつや賞一般部門」で入選を果たす。同作が『Dモーニング』（講談社）2021年10号に掲載。
「猟師のマンガもあり」だと考えた足立は、「狩猟免許を取るか介護をやるかで迷う。「介護のほうが人間の生死に関わるもの」であり、「これからどんどん社会現象になっていく」と考えたことにより、短期間であるが、介護職を経験する。

### 連載デビュー
足立にラブコールを送っていた編集者が「料理マンガじゃなくて料理の過程を画力で見せるマンガ」を提案し、足立は挑戦を決意。連載前のコンペの段階で、足立は浅野にネームの相談を行う。『飯を喰らひて華と告ぐ』のプロトタイプでは、安倍夜郎の『深夜食堂』のような作品であったが、コンペに通ることはなかった。真面目なストーリーでは連載が獲得できない状況で、担当編集者からコメディのアイデアを貰い、『飯を喰らひて華と告ぐ』のような形の作品を制作。2021年9月、『ヤングアニマル』（白泉社）18号より「グルメ人情譚」作品の『飯を喰らひて華と告ぐ』の短期集中連載を開始し、連載デビューを果たす。読者から人気を得て、2022年1月、同誌3号より正式に連載化される。
「一度はTVに出てみたかった」という理由により、2022年9月から、若手漫画家が「さまざまな指令をもとに“マンガで起きそうな”疑似恋愛シミュレーションを体験」し、それをもとに漫画を制作するコンセプトのバラエティ番組『恋愛トキワ荘』にレギュラーとして参加。2024年6月に『飯を喰らひて華と告ぐ』の連載が終了し、7月より同作がテレビドラマ化される。ドラマには足立もキャストとして出演。

## 人物
好きな漫画家は石黒正数と戸田誠二。理想の恋人像に、石黒の作品である『ネムルバカ』に登場する紺先輩を挙げている。
浅野いにおによると、「空気も読めるし、状況もすぐ理解できるタイプ」の人物であり、リモートでのアシスタントの仕事でも安心感があったという。

### 漫画制作
浅野いにおの現場では当初、出力後はミリペンで描くなど、アナログで作業を行っていた。コロナ禍の影響によりリモートでの現場になった後は、フルデジタルでの作業へ移行した。足立はデジタルに詳しいわけではなかったが、「デジタルで理想の絵柄を描くにはどうしたらいいか」について浅野から教えを受けたことにより、「デジタルに慣れた」という。

## 評価
浅野いにおによると、『飯を喰らひて華と告ぐ』は「面白い構造になっているマンガ」であるが、「一番中心になっている格言の部分はすごい適当」であり、「マンガ全体の構成はめちゃくちゃロジカルに作られているというアンバランスさが面白」く、「変化球なマンガ」だという。

## 作品リスト

### 漫画作品
- 凡例
  - 〈種〉連載か読切かで2種に大別。
  - 〈収録〉未：単行本未収録。

|  | 連載作品 |  | 読切作品 |

|   | 作品名                 | 種   | 発行   | 掲載 | 収録 | 注記                                        |
| - | ---------------------- | ---- | ------ | --- | ---- | ------------------------------------------- |
| 1 | 蝶々のように羽ばたいて | 読切 | 集英社 | ミラクルジャンプ 2017年3月号                                                                                           | 未   |                                             |
| 2 | 処暑                   | 読切 | 講談社 | Dモーニング 2021年10号                                                                                                 | 未   | 「コミックDAYS」でも2020年2月4日に公開。    |
| 3 | 飯を喰らひて華と告ぐ   | 連載 | 白泉社 | ヤングアニマル 2021年18号 - 20号 ヤングアニマル 2022年3号 - 2023年24号 ヤングアニマルWeb 2023年12月8日 - 2024年6月28日 | —    | 短期集中連載を経て連載化。 連載デビュー作。 |

### 書籍
- 凡例
  - 〈レーベル〉YAC：ヤングアニマルコミックス

|   | 書名                 | 出版社 | レーベル | 発行年   | 判型 | 巻数 | 注記 |
| - | -------------------- | ------ | -------- | -------- | ---- | ---- | ---- |
| 1 | 飯を喰らひて華と告ぐ | 白泉社 | YAC      | 2022年 - | 小B6 | 4    |      |

## 出演
- 恋愛トキワ荘（2022年9月5日[14] - 12月12日[20]、フジテレビ） - レギュラー出演[1]
- 飯を喰らひて華と告ぐ 第7話（2024年8月20日、MXテレビ） - あやちのファン 役[17]